# Karlshamns stad
Karlshamns stad var en stad och kommun i Blekinge län. 

## Administrativ historik
Kung Karl X Gustav gav orten Bodekull stadsprivilegier 1664 och orten fick nuvarande namn efter kungen 1666. Staden var en utbrytning ur Asarums socken.
Karlshamn blev en egen kommun, enligt Förordning om kommunalstyrelse i stad (SFS 1862:14) från och med den 1 januari 1863, då Sveriges kommunsystem infördes. Staden inkorporerade 1967 Asarums landskommun, Mörrums landskommun och Hällaryds landskommun. Staden uppgick 1971 i den nybildade Karlshamns kommun.
Karlshamns stad hade egen jurisdiktion med rådhusrätt till 31 december 1949, varefter staden tillhörde Bräkne och Karlshamns domsagas tingslag.
Karlshamns rådhus invigdes den 1 december 1900 av landshövding, greve Axel Hansson Wachtmeister. Grundstenen lades den 9 september 1898 och arkitekt A. Lindberg svarade för ritningarna. Byggmästare var C. Johnsson och kostnaden uppgick till 225 000 kronor.
Stadsförsamling var Karlshamns församling som 1865 inkorporerade Frisholmens kastellförsamling, bildad 1753.

### Sockenkod
För registrerade fornfynd med mera så återfinns staden inom ett område definierat av sockenkod 1000 som motsvarar den omfattning staden hade kring 1950.

## Stadsvapnet
Blasonering: Sköld av vågskura delad i guld, vari ett uppstigande svart lejon med röd beväring, vilket med båda framtassarna håller ett stolpvis ställt svart ankare, samt i grönt.
Karlshamns stadsvapen fastställdes redan i privilegiebrevet från 1666. Samma vapen registrerades 1974 för Karlshamns kommun. 

## Geografi
Karlshamns stad omfattade den 1 januari 1952 en areal av 15,80 km², varav 15,68 km² land.

### Tätorter i staden 1960
| Tätort    | Folkmängd |
| --------- | --------- |
| Karlshamn | 10 841    |
| Stärnö    | 242       |

Tätortsgraden i staden var den 1 november 1960 95,6 procent.

## Befolkningsutveckling
| Befolkningsutvecklingen i Karlshamns stad 1805–1970 | Befolkningsutvecklingen i Karlshamns stad 1805–1970 | Befolkningsutvecklingen i Karlshamns stad 1805–1970 | Befolkningsutvecklingen i Karlshamns stad 1805–1970 | Befolkningsutvecklingen i Karlshamns stad 1805–1970 |
| --- | --------------------------------------------------- | --------------------------------------------------- | --------------------------------------------------- | --------------------------------------------------- |
| |                                                     |                                                     |                                                     |                                                     |
| År |                                                     |                                                     | Folkmängd                                           |                                                     |
| 1805 | 1805                                                |                                                     | 3 488                                               |                                                     |
| 1810 | 1810                                                |                                                     | 3 569                                               |                                                     |
| 1820 | 1820                                                |                                                     | 3 508                                               |                                                     |
| 1830 | 1830                                                |                                                     | 4 110                                               |                                                     |
| 1840 | 1840                                                |                                                     | 4 408                                               |                                                     |
| 1850 | 1850                                                |                                                     | 5 071                                               |                                                     |
| 1860 | 1860                                                |                                                     | 5 633                                               |                                                     |
| 1870 | 1870                                                |                                                     | 5 546                                               |                                                     |
| 1880 | 1880                                                |                                                     | 6 402                                               |                                                     |
| 1890 | 1890                                                |                                                     | 7 189                                               |                                                     |
| 1900 | 1900                                                |                                                     | 7 091                                               |                                                     |
| 1910 | 1910                                                |                                                     | 7 209                                               |                                                     |
| 1920 | 1920                                                |                                                     | 7 604                                               |                                                     |
| 1930 | 1930                                                |                                                     | 7 486                                               |                                                     |
| 1935 | 1935                                                |                                                     | 8 062                                               |                                                     |
| 1940 | 1940                                                |                                                     | 10 018                                              |                                                     |
| 1945 | 1945                                                |                                                     | 10 303                                              |                                                     |
| 1950 | 1950                                                |                                                     | 10 662                                              |                                                     |
| 1955 | 1955                                                |                                                     | 11 333                                              |                                                     |
| 1960 | 1960                                                |                                                     | 11 597                                              |                                                     |
| 1965 | 1965                                                |                                                     | 12 332                                              |                                                     |
| 1970 | 1970                                                |                                                     | 31 894                                              |                                                     |
| Anm: 1967 inkorporerades kommunerna Asarum, Hällaryd och Mörrum. För åren 1805-1945: befolkning enligt folkräkning 31 december enligt den administrativa indelningen den 1 januari följande år. 1950 avser befolkning enligt folkräkning den 31 december enligt den administrativa indelningen den 1 januari 1952. 1955 avser den kyrkobokförda befolkningen den 31 december enligt den administrativa indelningen den 1 januari följande år. 1960 och 1965 avser befolkning enligt folkräkning den 1 november enligt den administrativa indelningen den 1 januari följande år. 1970 avser befolkning enligt folkräkning den 1 november i det område som Karlshamns stad omfattade när den ombildades till Karlshamns kommun. |                                                     |                                                     |                                                     |                                                     |

## Politik

### Mandatfördelning i valen 1919–1966
| 8 | 9 | 10 |

| 26 |

| 6 | 9 | 12 |

| 26 |

| 7 | 7 | 13 |

| 25 |

| 10 | 2 | 2 | 13 |

| 25 |

| 12 |  |  | 13 |

| 25 |

|  | 12 | 2 | 12 |

| 26 |

|  | 14 | 4 | 8 |

| 25 |

| 13 | 4 | 10 |

| 24 |

| 2 | 13 | 5 | 7 |

| 25 |

| 14 | 7 | 6 |

| 24 |

| 14 | 7 | 6 |

| 23 | 4 |

| 14 | 5 | 8 |

| 22 | 5 |

| 17 | 5 | 5 |

| 22 | 5 |

| 5 | 23 | 7 | 7 |  | 7 |

| 44 |